# Die rote Sonne der Rache
Die rote Sonne der Rache (Originaltitel: La banda J.S.: cronaca criminale del Far-West) ist ein Italowestern von Sergio Corbucci aus dem Jahr 1972. Die deutschsprachige Erstaufführung erfolgte am 24. November 1972.

## Handlung
Die hübsche Sonny träumt davon, ihrem trostlosen Alltag zu entkommen und das Leben eines Outlaws zu führen. Als sie dem gefürchteten Bandit Jed begegnet, sieht sie ihre Chance kommen. Jed ist ein ungewöhnlicher Gesetzloser, der nur die Reichen bestiehlt und sein Versteck in Bandera beim Stamm der friedlichen Somillo-Indianer hat. Sheriff Franciscus ist sein größter Feind, denn der ist gnadenlos hinter ihm her, seit Jed aus dessen Gefängnis unter Zurücklassung vieler Leichen fliehen konnte. Nach anfänglicher grober Ablehnung der Begleitung durch Sonny sieht sich Jed wegen Sonnys Sturheit und der Gefahr durch Franciscus genötigt, sie zu akzeptieren. Nach einigen gemeinsamen Raubzügen heiraten die beiden und bestehlen dann den Priester.
Als Franciscus das Pärchen doch stellen kann, fordern sie Amnestie und versprechen ihm einen Beuteanteil. Franciscus steckt ihr Liebesnest in Brand, erblindet dabei aber; Sonny und Jed können fliehen. Bei einem Bankett des edlen Don García Moreno nimmt Jed dessen Frau als Geisel und bringt sie nach Bandera. Die eifersüchtige Sonny führt daraufhin Sheriff Franciscus zu Jeds Versteck. Jed wird schwer verwundet und von Sonny gesundgepflegt. Fast sklavisch muss er nun Sonny folgen – umgekehrtes Verhältnis im Vergleich zum Beginn.

## Kritiken
- Das Lexikon des internationalen Films sah eine „Mischung aus Westernelementen, Komödie, Parodie und sentimentaler Liebesgeschichte im Gewande des Italo-Western“[2]. Andere Kritiker zeigten sich deutlich enttäuschter über den Film von Corbucci, seine erste Westernkomödie, der im Genre schon Meisterwerke vorgelegt hatte: „Eine der extremsten Übungen in Genreparodie“ nannte ihn Christian Keßler, deren Held sich einreihe „in die Galerie von unintellektuellen Revolutionären, von Subversiven wider Willen“, dessen robuste Derbheit seiner Freundin gegenüber aber verstöre.[3] G. Colpart attestierte „physisches, unmittelbares Kino“, dessen pausenlos anwesende Gewalt sich allerdings ihrer Wirkung selbst beraube.[4]

## Synchronisation
Die Deutsche Synchron besetzte unter der Regie von Karlheinz Brunnemann, der das Dialogbuch von Rainer Brandt umsetzte:
- Tomas Milian: Michael Chevalier
- Susan George: Marianne Lutz
- Telly Savalas: Heinz Petruo
- Eduardo Fajardo: Martin Hirthe
- Herbert Fux: Rainer Brandt

sowie Christian Brückner, Karlheinz Brunnemann, Klaus Miedel und Friedrich W. Bauschulte.